# 护门铁

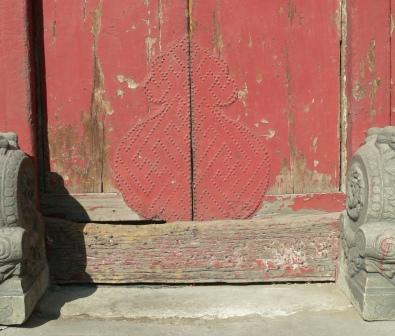
北京四合院的护门铁

护门铁，又称门铁、壶瓶叶子，是中国古代建筑上用于保护大门用的部件。
护门铁的材质主要是铁皮，也有用铜制成，一般位于门下方，占大门面积的四分之一左右，分左右两块，分别位于左侧大门的右下和右侧大门的左下，大门合拢后组成一幅完整图案，有葫芦、瓶、如意等形状。